# Ефект доктора Фокса

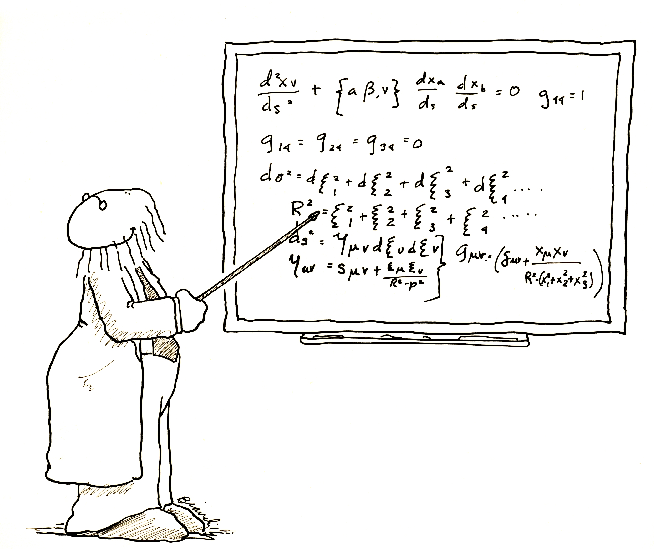
Лекція

Ефект доктора Фокса — психологічний ефект, що полягає в тому, що прекрасна виразність лектора може повністю завуалювати для учнів марність і недійсність всього матеріалу лекції, при цьому людям, які навчаються буде здаватися, що вони дійсно чогось навчилися. Точніше кажучи, є кореляція між позитивними оцінками слухачів по частині якості доповіді та ступенем імпресивності лектора. Ефект отримав цю назву в 1970 році, коли в медичній школі Каліфорнійського університету був проведений експеримент, де підготовлений актор виступив на доповіді під ім'ям доктора Майрона Фокса. Зміст доповіді було витримано в науковому стилі, проте доповідь слабо стосувалася теми, була незавершеною і містила суперечливі висловлювання і неологізми. Актор, який нічого не розуміє в темі доповіді, виступив виразно і яскраво (експресивно), завоювавши великі симпатії слухачів.
Ефект доктора Фокса значно скорегував систему оцінювання студентами якості лекції там, де така педагогічна система є.